# Gabriel Baille
Gabriel Baille (Sant Pau de Fenollet, 15 d'agost del 1832 — Sant Pau de Fenollet, 12 d'agost del 1909) va ser violinista, organista i compositor, i dirigí l'orfeó i el conservatori de Perpinyà.

## Biografia
Després d'estudiar a Sant Pau de Fenollet i al conservatori de Perpinyà, anà a París, on durant tres anys va ser deixeble de violí del reputat Delphin Allard. També hi estudià harmonia amb Papault i Victor Dourieu, i completà els seus estudis amb Antoine Elwart. Guanyà per concurs plaça a l'Union musicale que dirigia Félicien-César David i a la Société Sainte-Cécile de François Seghers, però s'estimà més desplaçar-se a Barcelona, on actuà de concertista, primer, i guanyà per oposició la plaça de violinista primer de l'orquestra del Liceu. S'establí a Perpinyà, i durant diversos anys va ser violinista del teatre i l'organista (1857) a l'església de Sant Mateu. Va ser director del Conservatori de música de Perpinyà (des del 1868, amb el nom d'"Ècole municipale de musique", i des del 1884 com a "Ècole nationale de musique de Perpignan") on, a més, era professor de violí. També havia organitzat el 1860 l'Orphéon de Perpignan, que encara dirigia el 1875, i que portà a guanyar diversos concursos (Marsella el 1860, Beaucaire el 1862, Nîmes el 1863, Bordeus el 1865, i París els anys 1867 i 1889). A la capital de Rosselló també hi feu director d'orquestra (1878, 1896 1901) i hi dirigí l'escola municipal (1868). Publicà alguns llibres per a l'ensenyament de la música. Compongué més de cent vint peces musicals, per a piano i violí especialment, encara que també ho feu per a orquestra i per a cor mixt. Va ser nomenat oficial d'acadèmia per decret del 17 de desembre del 1880, i oficial d'instrucció pública per decret de 14 de juliol del 1885.
Els seus fills van ser artistes d'anomenada: Casimir Baille, músic i compositor, i que també dirigiria el Conservatori de Perpinyà; i Léon Baille, arquitecte que marcà una època a Perpinyà. Aquesta ciutat dedicà un carrer a la memòria de Gabriel Baille.

## Obres

### Peces musicals
(Publicà les seves composicions musicals a l'editorial Brandus de París, gairebé en exclusiva)
- L'absence, mélodie pour le piano, op. 74 (1886), amb textos d'un poema d'Alphonse de Lamartine. Dedicat a la seva esposa Marie.
- Air de ballet pour piano, op. 44 (Benoit, 1874)
- Aprés du Saule, op. 25, per a piano
- Aquarelle, pour piano à quatre mains, op. 81 (1892)
- Arago (1879), cantata per a 4 veus d'home i música militar, composta per a la inauguració de l'estàtua de Perpinyà; també havia compost una altra cantata dedicada al científic per a l'erecció de la seva estàtua el 1865 al seu Estagell natal.
- Aubade, per a cor
- Ave Maria (1887), per a quatre veus mixtes, diplomada al concurs de música de Nantes
- Bataille de fleurs, polka valse pour piano, op. 89 (1896)
- Berceuse, per a cor
- Berceuse pour le piano, op. 75 (1887), primer premi al concurs de la "Reforme artistique de Nantes"
- Bonsoir, per a cor
- Les bords de l'Agli, valses pou piano à quatre mains, op. 68 (1882), dedicat a la seva filla Marguerite
- La brise du Vallespir, per a cor
- Dues cançons per a piano a quatre mans (1889), op. 77:
  - Chanson de printemps
  - Chanson de veillard
- Derniers moments de Gilbert, peça fúnebre per a cor
- Deuxième menuet, pour piano seul, op. 84 (1894)
- Ècole concertante de Violon: Collection de douze pièces élémentaires et progressives pour 2 violons
  - 1er livre, op. 51 (1875), dedicada al seu fill Casimir
  - 2e livre (1876)
  - 3e livre, op. 53 (1876)
  - 4e livre, op. 54 (1877)
  - 5e livre (1877)
  - 6e livre (1878)
- Epithalame pour piano à quatre mains, op. 79 (Durdilly, 1892), dedicada a Justí Pepratx i senyora
- Feuillet d'album, op. 26 (1867), masurca per a piano
- Goigs de Santa Llúcia (1914), amb lletra de Josep Bonafont
- Marche turque pour le piano, op. 43 (1874)
- Mazurka slave pou piano, op. 86 (1895), dedicada a "madame Louise Rey, professeur au Conservatoire de musique de Perpignan"
- Menuet pour le piano, op. 36 (1872)
- Missa coral (1882)
- Montagnes fortunées, per a cor
- Morceau pour orgue (abans 1875)
- Les morts glorieux, cantata (conté la peça Recordare)
- Musetta-Canzonetta pour orgue d'eglise, op. 146 [sic, per op. 46] (1874)
- O fons pietatis, motet
- Offertoires pour orgue, op. 10
  - Offertoire sur un Noel catalan pour orgue n. 3
  - Offertoire ou Sortie pour orgue n. 4
- Les ombres de la fou, récueil de mélodies pour piano, op. 11 (Benoit)
  - La voix d'une ombre, 5e mélodie pour le piano, op. 38 (Benoit, 1872)
- 6 peces per a dos violins, alto (viola) i violoncel (1878):
  - Canzonetta, op. 57
  - Scherzino, op. 58
  - Allegro, op. 59
  - Adagio, op. 60
  - Menuet, op. 61
  - Presto, op. 62
- Prélude et rondo fantastique (1887), per a gran orquestra, segon premi al concurs de música de Nantes
- Premier nocturne pour le piano, op. 41 (1875)
- Le premier pas, valse facile pour le piano (1857)
- Proeludium, recueil de cinquante morceaux pour orgue, en huit livraisons, col·lecció de fragments per a orgue d'aparició periòdica (1872-1975), adoptats el 1875 com a text per a les classes d'orgue de l'"Ècole de musique religieuse" de París (on ensenyava el seu fill Casimir Batlle per la mateixa època).
- Quatre pensées fugitives, op. 66 (1880), per a piano
- Rêveries, op.72 (1883), cançó amb lletra de L. Rives
- Romance, per a violí i orquestra
- Romance sans paroles pour piano, op. 83 (1894)
- Scènes espagnoles:
  - Pantomime op. 80 extraite de la "Symphonie pittoresque" : n° 2 (1892), per a piano
  - Intermezzo op. 82 extrait de la "Symphonie pittoresque" : n° 3 (1893), per a piano, dedicada al seu germà Alexandre
- Soirée d'Été, 2e duo pour piano et orgue-harmonium, op. 67 (1881)
- Soirées de Printemps, 1er duo pour piano et orgue-harmonium, op. 64 (1878)
- Valse d'un fantôme, légende pour piano à quatre mains, op. 73 (1884)

### Discografia
- Offertoire ou sortie en do, publicat al DC Renaissance de l'orgue Verschneider de Villacourt, interpretat per Dominique Dantand ([Guebwiller] : P. Esser, [DL 2010])
- Muzetta-Canzonetta, Offertoire ou Sortie pour organ i Offertoire sur un Noel catalan, publicats en el DC European Guild of Organists: L'heritage de l'orgue classique, intrepretat per Jean-Luc Perrot (EMA Productions, 1997)

### Materials per a l'ensenyament de la música
- Exercices journaliers pour le violon Paris: Enoch & Cie., s.a.
- Tablettes musicales et théorie historique de la musique Perpignan: impr. de J. Payret, 1900
- Traité de dictée musicale Perpignan: impr. de Barrière, 1906